# Fromezey
Fromezey is een gemeente in het Franse departement Meuse (regio Grand Est) en telt 55 inwoners (2009). De plaats maakt deel uit van het arrondissement Verdun.

## Geografie
De oppervlakte van Fromezey bedraagt 6,1 km², de bevolkingsdichtheid is dus 9 inwoners per km².

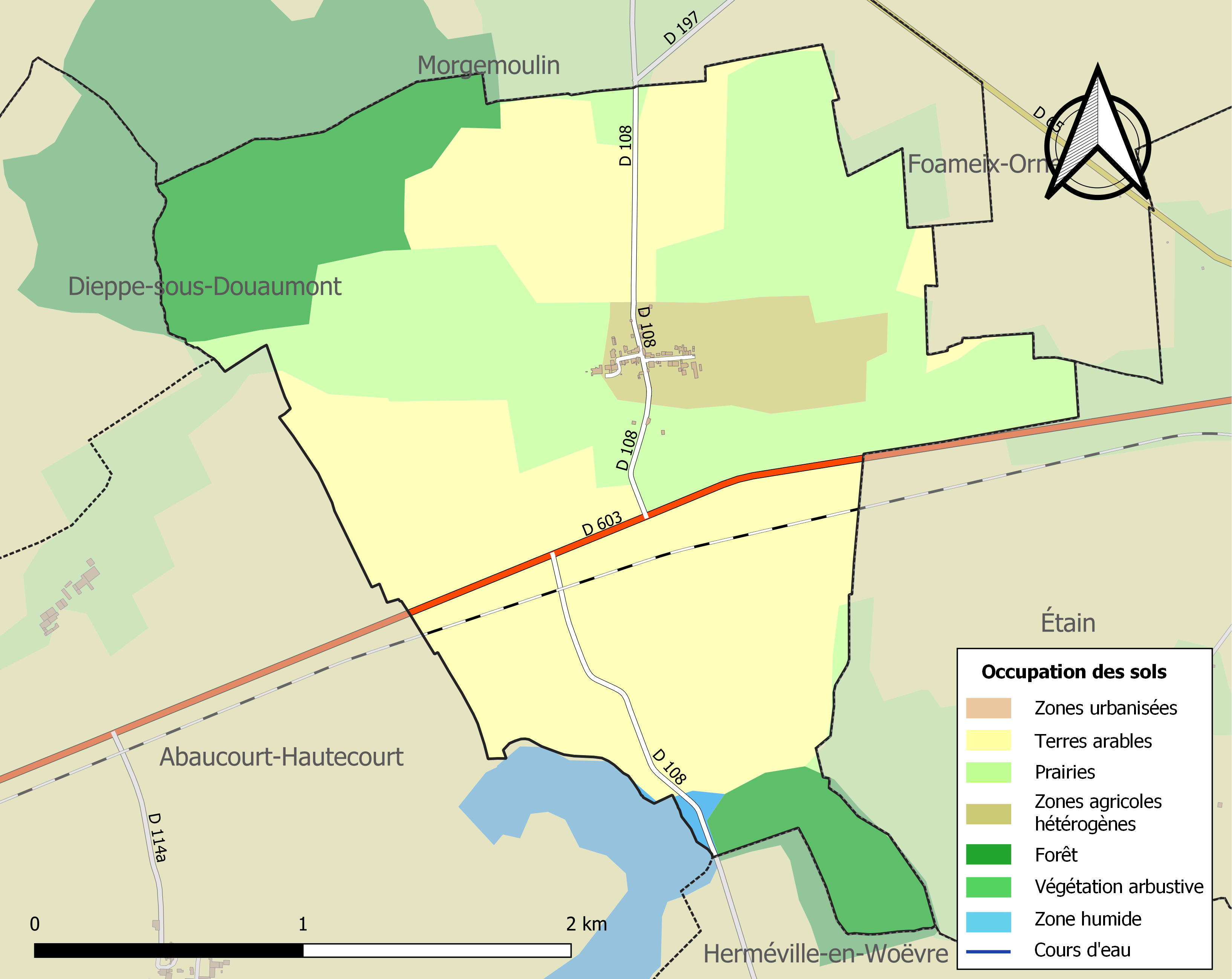
Kaart van de gemeente met de belangrijkste infrastructuur, bodemgebruik en omliggende gemeenten

## Demografie
Onderstaande figuur toont het verloop van het inwonertal (bron: INSEE-tellingen).